# Hornbjarg
Le Hornbjarg, toponyme islandais signifiant littéralement en français « la roche de la corne », est une falaise d'Islande située dans le nord-ouest du pays, à l'extrémité nord-est de la péninsule de Hornstrandir. Elle est constituée d'une crête effilée qui, côté mer, plonge directement dans l'océan Arctique tandis que côté terre domine de petites vallées aux flancs escarpés, au fond peu pentu et couvert de pelouse. Bien que situé dans une région très isolée loin de toute route ou habitation et accessible uniquement à pied ou par bateau, le Hornbjarg constitue un but populaire de randonnée, notamment le Breiðanef, point culminant de la falaise avec 534 mètres d'altitude et dont la crête est ciselée par l'érosion.
Bien qu'il ne soit pas situé sur les falaises mais quelques kilomètres plus au sud le long du littoral, un phare a été nommé d'après le Hornbjarg.